# A Xesta
San Fiz da Xesta é uma paróquia do concelho de Lalín, que está na província de Pontevedra, Galiza, Espanha. Em 2011, a população era de 252 habitantes (127 homens e 125 mulheres), o que representa uma redução desde 1999, quando tinha 271 habitantes.
A igreja local de São Fiz (São Félix) é a principal atração da vila, que também é a terra natal do famoso músico Xan da Xesta. O santo padroeiro da freguesia é São Pedro Félix, que os moradores dizem "Festa por festa o Carme da Xesta", o que significa que é o melhor festival de todos os festivais ao redor.